# 화천군·철원군
화천군·철원군은 대한민국의 옛 국회의원 선거구이다. 당시 강원도 화천군과 철원군 지역을 관할했다.

## 역사
제13대 국회의원 선거를 앞두고 춘천시·춘성군·철원군·화천군 선거구에서 분리되면서 신설되었다.
1995년 1월, 춘천시와 춘천군이 통합 춘천시로 통합되었다. 이에 제15대 국회의원 선거를 앞두고 춘천군·양구군·인제군 선거구가 폐지되었으며 이 과정에서 양구군을 편입해와 철원군·화천군·양구군 선거구를 이루게 됨에 따라 폐지되었다.

## 역대 국회의원
| 선거   | 정당 | 정당       | 의원   |
| ------ | ---- | ---------- | ------ |
| 1988년 |      | 민주정의당 | 김재순 |
| 1992년 |      | 민주자유당 | 김재순 |
| 1993년 |      | 민주자유당 | 이용삼 |

## 역대 선거 결과

### 대한민국 제13대 국회의원 선거
|  | 41.78% |

|  | 32.09% |

|  | 16.11% |

|  | 9.99% |

### 대한민국 제14대 국회의원 선거
|  | 36.48% |

|  | 32.70% |

|  | 20.63% |

|  | 10.17% |

### 1993년 대한민국 재보궐선거
김재순 의원의 사임으로 인해 치러진 1993년 대한민국 재보궐선거에서 민주자유당 이용삼 후보가 당선되었다.